# Bracon fasciatorior
Bracon fasciatorior är en stekelart som beskrevs av Roy D. Shenefelt 1978. Bracon fasciatorior ingår i släktet Bracon och familjen bracksteklar. Inga underarter finns listade.